# Koninklijke Academie voor Nederlandse Taal en Letteren

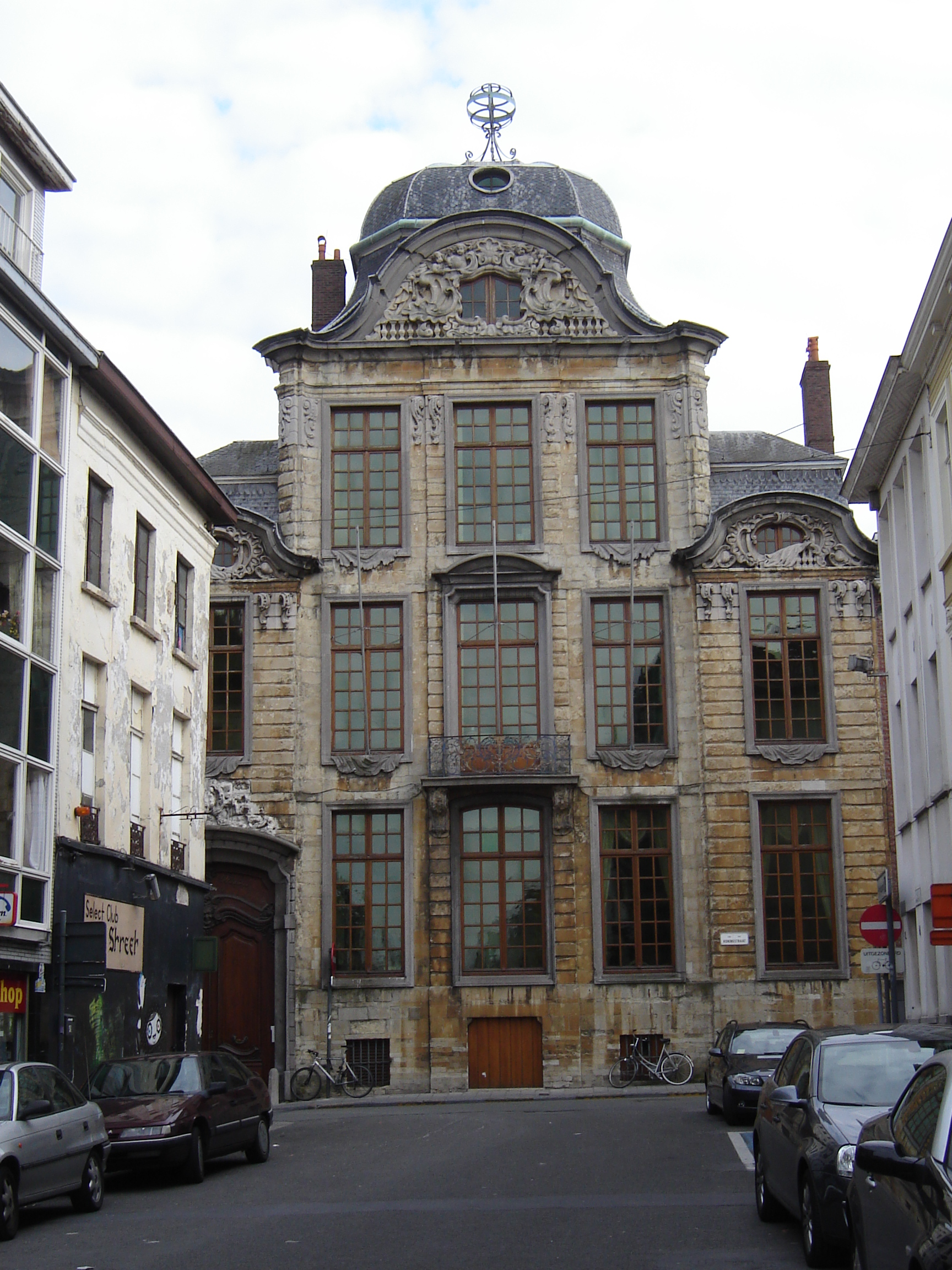
Hotel van Ombergen in Gent, Sitz der Akademie

Die Koninklijke Academie voor Nederlandse Taal en Letteren (Königliche Akademie für Niederländische Sprache und Literatur; abgekürzt KANTL) ist eine  flämische Vereinigung, die 1886 mit dem Ziel gegründet wurde, das kulturelle und literarische Leben in Flandern zu fördern. Sie war die erste offizielle Einrichtung Belgiens, in der sich auf wissenschaftliche Weise mit der niederländischen Sprache und Literatur beschäftigt wurde. Das Sekretariat und die Bibliothek der Akademie befinden sich in der Königsstraße (Koningstraat) in Gent.
Die Akademie spielte eine wichtige Rolle bei der Emanzipation der Flamen in Belgien und beeinflusste die Flämische Bewegung im Bereich der Kultur. In politischer Hinsicht hat sich die Akademie seit jeher neutral verhalten. Die KANTL vergibt alle fünf Jahre einen Prosapreis (Prijs Proza KANTL), der mit € 6.250 prämiert ist.

## Zusammensetzung
Die Akademie bestand seit 1939 aus 30 normalen Mitgliedern und 25 ausländischen Ehrenmitgliedern. Seit Herbst 2018 sind maximal 40 ordentliche Mitglieder und eine unbegrenzte Anzahl von Ehrenmitgliedern vorgesehen. Zu den ordentlichen Mitgliedern sollen Akademiker, Autoren und Personen gehören, die in Belgien auf dem Gebiet der niederländischen Sprache und Literatur arbeiten. Die Ehrenmitglieder setzen sich aus ehemaligen Mitgliedern sowie ausländischen Personen zusammen.

## Geschichte
Die Vereinigung wurde als Koninklijke Vlaamse Academie voor Taal- en Letterkunde (Königliche Flämische Akademie für Sprach- und Literaturwissenschaften) gegründet. Im Jahre 1972 beschloss der Cultuurraad voor de Nederlandse cultuurgemeenschap (Kulturrat der Niederländischen Kulturgemeinschaft), der Vorgänger der Flämischen Regierung, die Sprache, die in Flandern gesprochen wird, offiziell als Niederländisch zu bezeichnen. Folglich benannte sich die Vereinigung in Koninklijke Academie voor Nederlandse Taal- en Letterkunde um.
Im Jahre 2015 stellte die KANTL ihren 51 Titel umfassenden, dynamischen niederländischen Literaturkanon aus flämischer Perspektive vor, der einen Konsens darüber abzubilden versucht, welche Werke als Klassiker der niederländischen und flämischen Literatur anzusehen sind. Er soll als Inspirationsquelle, zur Leseförderung und als Leitfaden im Unterricht dienen.
Im Herbst 2018 erfolgte eine Neuformulierung und erstmalige gesetzliche Fixierung der Ziele sowie der Beschluss neuer Kernaufgaben, darunter eine Vergrößerung der Öffentlichkeitsarbeit und die Pflege des Literaturkanons. Die mögliche Zahl der Mitglieder wurde von 30 auf 40 erhöht. Zudem benannte sich die Akademie erneut um, da sich die heutige Arbeit der KANTL nach eigener Auffassung nicht mehr allein auf Sprach- und Literaturwissenschaften beschränkt, sondern sich auf Sprache und Literatur im weitesten Sinne bezieht.